# Liste der Ramsar-Gebiete in Montenegro
Die Ramsar-Gebiete in Montenegro umfassen insgesamt drei Feuchtgebiete mit einer Gesamtfläche von 21.627 ha, die unter der Ramsar-Konvention registriert sind (Stand April 2022). Das nach dem Ort des Vertragsschlusses, der iranischen Stadt Ramsar, benannte Abkommen ist eines der ältesten internationalen Vertragswerke zum Umweltschutz. In Montenegro trat die Ramsar-Konvention am 3. Juni 2006 in Kraft.
Zu den Ramsar-Gebieten Montenegros zählen verschiedenste Typen von Feuchtgebieten wie Flüsse, Bäche, Süßwasser- und Gletscherseen, Grundwassersysteme, Kartsgebiete, Salinenabbaugebiete, Feuchtwiesen, Grasland und Süßwasserquellen.
Im Folgenden sind alle Ramsar-Gebiete Montenegros alphabetisch aufgelistet.
| Nr. | Name des Gebiets | Bild            | Ramsar-Gebietsnr. | Ausweisungs- datum | Fläche (ha) | Höhe (m) | Management- plan | Region          | Lage                     |
| --- | ---------------- | --------------- | ----------------- | ------------------ | ----------- | -------- | ---------------- | --------------- | ------------------------ |
| 1   | Skadarsko Jezero |                 | 784               | 13. Dez. 1995      | 20000       | 6–102    | Ja               | Montenegro      | 42,24934° N, 19,24462° O |
| 2   | Tivat Saline     | Bild gesucht BW | 2135              | 30. Jan. 2013      | 150         | 0–2      | Ja               | Gemeinde Tivat  | 42,39417° N, 18,71667° O |
| 3   | Ulcinj Salina    |                 | 2399              | 1. Juli 2019       | 1477        | 0–5      | Ja               | Gemeinde Ulcinj | 41,92222° N, 19,30028° O |